# Honda Jade
Honda Jade – samochód osobowy typu minivan produkowany przez japoński koncern Honda Motor Company od 2013 roku.

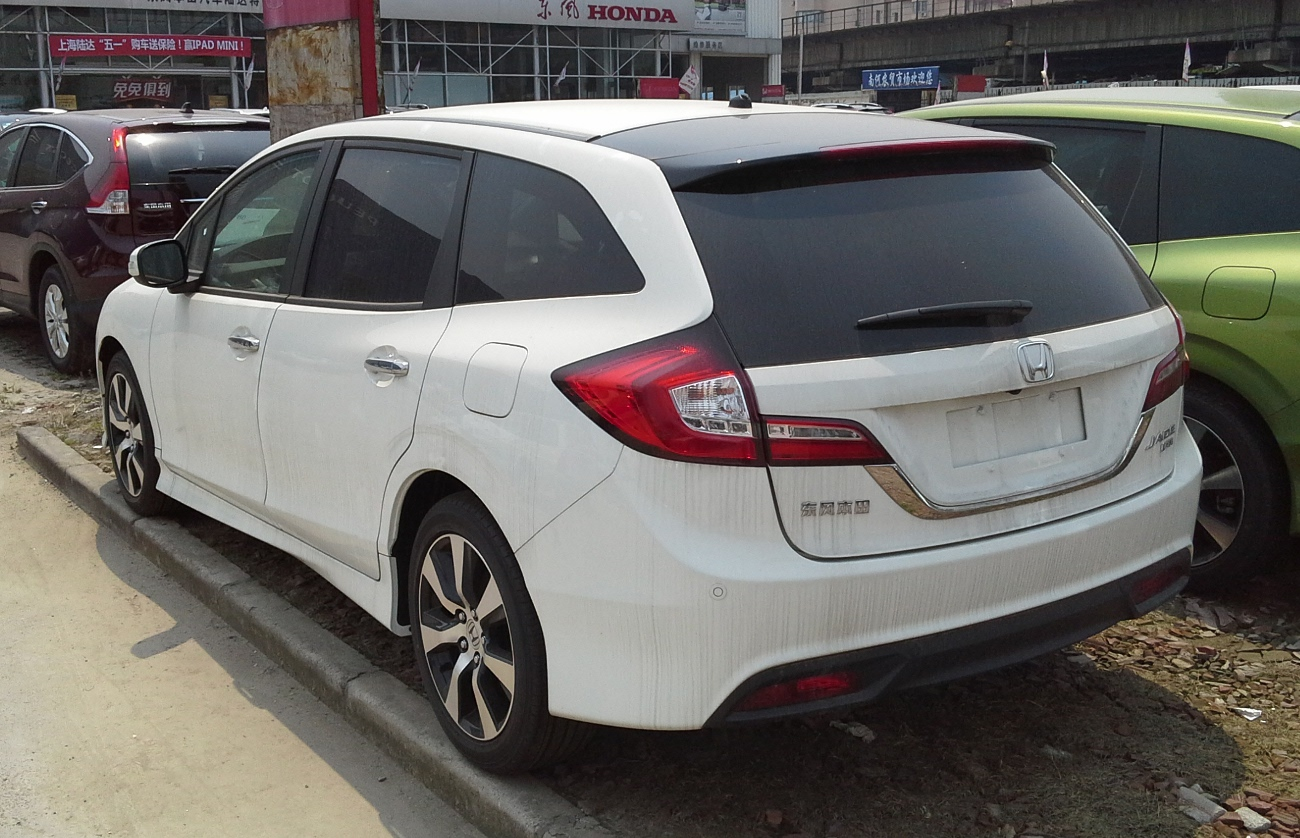
Tył modelu Jade

Samochód został zbudowany na bazie konceptu zaprezentowanego w Pekinie w 2012 roku pod nazwą Concept S. Auto wykorzystuje płytę podłogową drugiej generacji modelu Stream.
Początkowo auto dostępne było jedynie na rynku chińskim. Na początku 2015 roku pojazd został wprowadzony do sprzedaży na rynku japońskim.